# Authume
Authume ist eine französische Gemeinde im Département Jura in der Region Bourgogne-Franche-Comté. Sie gehört zum Arrondissement Dole und zum Kanton Authume. Die Gemeinde grenzt im Norden an Archelange, im Nordosten an Châtenois, im Osten an Rochefort-sur-Nenon, im Süden an Dole und Brevans sowie im Westen an Jouhe und Dole.

## Etymologie
Der Name geht auf die gallo-römische Besiedelungszeit zurück, ursprünglich altus tumulus (hoher Hügel).

## Bevölkerungsentwicklung
| Jahr                       | 1962 | 1968 | 1975 | 1982 | 1990 | 1999 | 2006 | 2013 |
| -------------------------- | ---- | ---- | ---- | ---- | ---- | ---- | ---- | ---- |
| Einwohner                  | 496  | 512  | 576  | 760  | 820  | 776  | 788  | 814  |
| Quellen: Cassini und INSEE |      |      |      |      |      |      |      |      |